# Chalcosicya
Chalcosicya là một chi bọ cánh cứng trong họ Chrysomelidae.
Chi này được Blake miêu tả khoa học năm 1930.

## Các loài
Chi này gồm các loài:
- Chalcosicya metallica Medvedev, 1993